# Imbribryum
Imbribryum là một chi rêu trong họ Bryaceae.